# Noticiero RNN
El Noticiero RNN, también conodico como Noticias RNN es un programa de noticias de la República Dominicana que se transmite diariamente por RNN Canal 27. Fue creado en 2003 por Nelson Guillén, quien fungía como director del canal. El noticiero consiste en presentar una variedad de informaciones noticiosas sobre los hechos nacionales de actualidad y denuncias, internacionales, deportes, espectáculos y economía.

## Historia
Creado por José Nelson Guillén Valdez en 2003, el Noticiero RNN es uno de los programas de noticias más antiguos de la televisión dominicana.